# Filmåret 1952

## Academy Awards, Oscar: (i urval)
| Kategori:                  | Vinnare:                                 |
| -------------------------- | ---------------------------------------- |
| Bästa film:                | Världens största show                    |
| Bästa regi:                | John Ford (Hans vilda fru)               |
| Bästa manliga huvudroll:   | Gary Cooper (Sheriffen)                  |
| Bästa kvinnliga huvudroll: | Shirley Booth (Kom tillbaka lilla Sheba) |
| Bästa manliga biroll:      | Anthony Quinn (Viva Zapata)              |
| Bästa kvinnliga biroll:    | Gloria Grahame (Den onde och skönheten)  |
| Bästa utländska film:      | Förbjudna lekar (Frankrike)              |

Se här för komplett lista

## Årets filmer

### Numerisk
- 69:an, sergeanten och jag

### A - G
- Affären Cicero
- Las aguas bajan turbias
- Blondie, Biffen och Bananen
- Drömsemester
- Eldfågeln
- En fästman i taget
- En ryslig fästman
- Flottare med färg
- Flyg-Bom
- Fången på Zenda
- För min heta ungdoms skull
- Föryngringsprofessorn
- Glada änkan

### H - N
- H.C. Andersens sagor
- Han glömde henne aldrig
- Han, hon och lejonet
- Hans vilda fru
- Heidi
- Hon kom som en vind
- Illusionernas stad
- Kalle Karlsson från Jularbo
- Klasskamrater
- Landet bortom bergen
- Mot framtiden
- Målaren på Moulin Rouge
- När syrenerna blomma

### O - U
- Oppåt med Gröna Hissen
- Rampljus
- Röde piraten
- Singin' in the Rain
- Sheriffen
- Smekmånad på hjul
- Spioncentral Hawaii
- Säg det med blommor
- Trångt om saligheten
- Ubåt 39
- Umberto D
- Under svällande segel
- Under Södra korset

### V - Ö
- Viva Zapata!
- Åsa-Nisse på nya äventyr[1]

## Födda
- 11 januari – Kim Hartman, brittisk skådespelare.
- 17 januari – Kevin Reynolds, amerikansk regissör och manusförfattare.
- 23 februari – Marshall Herskovitz, amerikansk manusförfattare, regissör och producent.
- 26 februari – Chris Torch, amerikansk skådespelare.
- 5 mars – Ralph Carlsson, svensk skådespelare.
- 4 april – Cherie Lunghi, brittisk skådespelare.
- 5 april – Mitch Pileggi, amerikansk skådespelare.
- 7 april – Ewa Munther, svensk skådespelare och präst.
- 6 maj – Robert Sjöblom, svensk skådespelare.
- 14 maj – Robert Zemeckis, amerikansk filmregissör, producent och manusförfattare.
- 15 maj – Chazz Palminteri, amerikansk skådespelare.
- 19 maj – Grace Jones, fotomodell, sångerska och skådespelare.
- 20 maj – Staffan Götestam, svensk skådespelare, regissör, dramatiker och grundare av Junibacken.
- 21 maj – Mr. T, egentligen Laurence Tureaud, amerikansk skådespelare.
- 26 maj – Lennart R. Svensson, svensk skådespelare.
- 27 maj – Johan Wahlström, svensk skådespelare.
- 7 juni – Liam Neeson, nordirländsk skådespelare.
- 14 juni – Suzanne Reuter, svensk skådespelare.
- 18 juni – Isabella Rossellini, italiensk-amerikansk skådespelare.
- 20 juni – John Goodman, amerikansk skådespelare.
- 21 juni – Jan Waldekranz, svensk skådespelare.
- 22 juni – Graham Greene, kanadensisk skådespelare.
- 27 juni – Rita Russek, tysk skådespelare.
- 29 juni
  - Marga Pettersson, svensk skådespelare och dansare.
  - Bengt Krantz, svensk skådespelare och operasångare.
- 6 juli – Per Eric Asplund, svensk skådespelare och koreograf.
- 10 juli – Magnus Ehrner, svensk skådespelare.
- 14 juli – Joel Silver, amerikansk filmproducent.
- 15 juli – Terry O'Quinn, amerikansk skådespelare.
- 16 juli – Stewart Copeland, amerikansk trummis och kompositör av bland annat filmmusik.
- 17 juli – David Hasselhoff, amerikansk skådespelare, sångare, producent och regissör.
- 21 juli – Robin Williams, amerikansk skådespelare.
- 2 augusti – Vladimir Dikanski, svensk skådespelare och kompositör.
- 8 augusti – Jostein Gaarder, norsk författare och manusförfattare.
- 9 augusti – Ewa Fröling, svensk skådespelare.
- 10 augusti – Thomas Annmo, svensk skådespelare och sångare (tenor).
- 13 augusti – Rebecca Pawlo, svensk skådespelare.
- 18 augusti – Patrick Swayze, amerikansk skådespelare.
- 19 augusti – Jonathan Frakes, amerikansk skådespelare och regissör.
- 2 september – Jacob Nordenson, svensk skådespelare.
- 10 september – Gustav Levin, svensk skådespelare.
- 14 september – Pierre Dahlander, svensk skådespelare.
- 19 september – Nile Rodgers, amerikansk musiker, kompositör, gitarrist och musikproducent.
- 25 september – Christopher Reeve, amerikansk skådespelare.
- 1 oktober – Anders Larsson, svensk författare och skådespelare.
- 8 oktober – Edward Zwick, amerikansk filmregissör, manusförfattare och filmproducent.
- 9 oktober – Sharon Osbourne, amerikansk skådespelare, programledare, sångerska och manager för Ozzy Osbourne.
- 12 oktober – Agneta Ahlin, svensk skådespelare.
- 8 november – Alfre Woodard, amerikansk skådespelare.
- 18 november – Delroy Lindo, brittisk skådespelare.
- 20 november – Cecilia Walton, svensk skådespelare.
- 30 november – Mandy Patinkin, amerikansk skådespelare och sångare.
- 9 december – Michael Dorn, amerikansk skådespelare.
- 12 december – Peter Haber, svensk skådespelare.
- 18 december – Donald Högberg, svensk skådespelare.
- 27 december
  - Marie Öhrn, svensk skådespelare.
  - Lam Ching Ying, kinesisk skådespelare.

## Avlidna
- 25 januari – Märta Ekström, 52, svensk skådespelare och sångerska.
- 17 februari – Anna Lindahl, 47, svensk skådespelare.
- 1 mars – Gregory La Cava, 59, amerikansk filmregissör och animatör.
- 11 mars – Pierre Renoir, 66, fransk skådespelare.
- 23 mars – Margit Rosengren, 51, svensk operettsångerska (sopran) och skådespelare.
- 5 juni – Gustaf Bergman, 71, svensk skådespelare, teaterchef, manusförfattare och operaregissör.
- 27 juni – Elmo Lincoln, 63, amerikansk skådespelare.
- 3 juli – David Knudsen, 76, norsk skådespelare.
- 28 juli – Ingjald Haaland, 67, norsk skådespelare, teaterregissör och teaterchef.
- 19 september – Birgit Chenon, 47, svensk skådespelare.
- 9 oktober – Guido Valentin, 56, svensk journalist, redaktör, tidningsman, författare och manusförfattare.
- 15 december – Ernest Florman, 90, svensk regissör, filmfotograf och hovfotograf.

### Fotnoter
1. ↑  IMDB, läst 29 februari 2012